# Eric Villency
Eric Villency is een Amerikaanse interieurdesigner en presentator. Hij werd in 1975 geboren in de Verenigde Staten. Op 27 mei 2006 trouwde Eric met de Amerikaanse actrice en presentatrice Kimberly Guilfoyle. Op 4 oktober 2006 werd hun zoon Ronan Anthony geboren.